# Maria Werbik
Maria Werbik, auch Marie Werbik (* 27. Juni 1890 in Butovice bei Studénka, Mähren, Österreich-Ungarn; † 30. Oktober 1977 in Linz) war eine österreichische Lehrerin, Politikerin (NSDAP) und NS-Frauenschaftsleiterin.

## Leben und Wirken
Maria Werbik wurde am 27. Juni 1890 als Tochter eines evangelischen Arztes in der Ortschaft Butovice (zu Deutsch: Botenwald) bei Studénka (zu Deutsch: Stauding) in Mähren geboren. Ihr Großonkel war Gregor Mendel, ein mährisch-österreichischer Priester des Augustinerordens und Abt der Brünner Abtei St. Thomas, der sich vor anderem als Vererbungsforscher verdient gemacht hatte. Nach dem Besuch der Volks- und der Bürgerschule erwarb sie die Lehrbefähigung für Englisch und wurde kurz darauf als Lehrerin tätig. Im Jahre 1912 heiratete sie den aus Brünn stammenden Lehrer Friedrich „Fritz“ Werbik, der zu diesem Zeitpunkt 24 Jahre alt war. Aus der Ehe entstammen zwei Kinder: der am 22. August 1914 geborene Friedrich „Fritz“ und der am 12. Februar 1921 geborene Herbert. Im Jahr nach der Hochzeit zog das frischvermählte Paar nach Linz, ehe Friedrich Werbik im Jahre 1915 im Zuge des Ersten Weltkriegs als Offizier zur k.u.k. Armee eingezogen wurde und bis 1917 als solcher seinen Kriegsdienst versah. Nachdem er aus dem Krieg zurückgekehrt war, war ihr Ehemann von 1917 bis 1919 als Direktor einer Handelsschule in Prag angestellt und wurde nach Kriegsende Direktor der Linzer Treuhandgesellschaft. Diese wurde von dem Anfang des Jahres 1919 verstorbenen Rechtsanwalt, Deutschnationalen und Wirtschaftspionier Carl Beurle gegründet und war mit dem ökonomischen Konzentrationsprozess der österreichischen Brauereien verbunden. Aufgrund dieser Nähe zur österreichischen Brauindustrie stieg er 1921 als Prokurist in die Poschacher Brauerei ein und hatte dort schon bald die Position des stellvertretenden Direktors inne. Bereits Anfang des Jahres 1920 gab das Linzer Volksblatt den Austritt des Paares samt ihrem Sohn Friedrich („Fritz“) (* 1914; † ?) aus der katholischen Kirche bekannt. Nach seinem offiziellen Eintritt in die NSDAP im Jahre 1925 dauerte es nicht mehr lange, ehe ihm auch Maria Werbik, die der NSDAP bereits im Jahre 1923 beigetreten war, in offiziellen Funktionärstätigkeiten in die Partei nachfolgte. Sie trat 1926 der sich Hitler unterstellenden NSDAP bei (Mitgliedsnummer 50.630).
Dort leitete sie schon bald die Völkische Frauen- und Mädchengruppe, deren Obfrau sie im Jahre 1927 wurde. Unter ihrer Leitung ordnete sich diese Gruppe ausdrücklich der NSDAP zu. Bereits davor war sie in Frauenorganisationen aufgefallen. Durch die Verbindungen zum deutsch-nationalen Bürgertum von Linz kam Werbik zum Verein für Fraueninteressen, der Frauen auf allen Lebensgebieten förderte. 1925 war sie dabei ein Mitglied des großen Ausschusses des deutsch-nationalen Vereins. Weiters wurde sie in diesem Jahr erstmals von den Nationalsozialisten, als Professorsgattin angeführt, als Kandidatin für die oberösterreichischen Landtagswahlen vorgeschlagen. Im Jahre 1927 kandidierte Werbik schließlich auf der Einheitsliste, einem Wahlbündnis mehrerer antimarxistischer österreichischer Parteien, das in Hinblick auf die Nationalratswahl 1927 gebildet wurde, für den Linzer Gemeinderat, für den sie in weiterer Folge ein Ersatzmandat erlangte. Mit Jänner 1929 trat Werbik schließlich in den Gemeinderat der Stadt Linz ein und gehörte diesem daraufhin bis 1931 an. Als Gemeinderatsmitglied gehörte sie unter anderem dem Ausschuss für Wohnungsfürsorge und dem Ausschuss für städtisches Wohlfahrtswesen an. In ihrer etwas über zweijährigen Amtszeit galt Werbik als eine aktive Gemeindepolitikerin, die sich im Gemeinderat oftmals zu Wort meldete und an diversen Debatten in den jeweiligen Ausschüssen teilnahm. Des Weiteren hatte sie auch öffentliche Auftritte als Rednerin bei diversen Frauenversammlungen, bei denen sie unter anderem auch an der Seite des Reichstagsabgeordneten Robert Helbig oder des Schriftstellers Anton Haasbauer, der ab Februar 1933 den Kampfbund in Österreich leitete, in Erscheinung trat. Dabei hielt sie im November 1930 auch eine Rede im Beisein des damaligen Reichstagsabgeordneten Hermann Göring.
Nach ihrem Ausscheiden aus der Kommunalpolitik konzentrierte sie sich wieder vermehrt auf ihre Tätigkeit bei der NSDAP, was im Jahre 1932 mit ihrer Ernennung zur NS-Landesfrauenschaftsleiterin für ganz Österreich einen Höhepunkt hatte. Darüber hinaus war sie die Herausgeberin der ab Oktober 1932 in Linz erscheinenden Monatszeitschrift der NS-Frauenschaft Österreich Die Deutsche Frau. Die Zeitschrift der nationalsozialistischen Frauen Österreichs. Am 17. Februar 1933 starb Herbert, der jüngste Sohn des Ehepaares, der zu diesem Zeitpunkt ein Schüler der 2. Klasse am Bundesgymnasium in Linz war, fünf Tage nach seinem zwölften Geburtstag an einer schweren Krankheit. Nach dem am 19. Juni 1933 in Kraft getretenen Verbot der NSDAP in Österreich wurde Werbik eine Zentralfigur der illegalen nationalsozialistischen Frauengruppen, wobei ihr Handlungsspielraum allerdings regional eingeschränkt blieb. Friedrich Werbik, mittlerweile ebenfalls eine führende Persönlichkeit innerhalb der illegalen NSDAP, entschied im Jahre 1935 mit seiner Familie nach Deutschland zu flüchten, unter anderem, da er die Verfolgung durch die österreichischen Behörden fürchtete. In München übernahm er eine Stelle in der Reichszeugmeisterei während Maria Werbik von Deutschland aus in der NS-Frauenschaft tätig war. Während dieser Zeit erhielt sie neben dem Goldenen Parteiabzeichen der NSDAP auch die Deutsche Staatsangehörigkeit. 1938 kehrte die Familie wieder nach Linz zurück, wo Friedrich Werbik NS-Betriebsführer der Poschacher Brauerei wurde und parallel dazu von 3. Februar 1939 bis 5. Mai 1945 als Rat der Stadt Linz fungierte. Nachdem er ab 1949 als selbständiger Steuerberater und Wirtschaftstreuhänder gearbeitet hatte, starb er am 26. Dezember 1956 im Alter von etwa 68 Jahren. Maria Werbik trat nach der Rückkehr nach Österreich nicht mehr in öffentlichen politischen Funktionen in Erscheinung und wurde nach dem Ende des Zweiten Weltkriegs als ehemalige Nationalsozialistin inhaftiert. So stand sie unter anderem auch auf der Kriegsverbrecherliste für Oberösterreich. Bereits 1946 erfolgte ihre Entlassung aus der Haft.
Auch im Gemeinderat trat sie als eine Verfechterin des traditionellen treudeutschen Frauenbildes in Erscheinung. So äußerte sie sich hauptsächlich zu Angelegenheiten, die die Hausfrauenarbeit betrafen. Die von Werbik geleitete Völkische Frauen- und Mädchengruppe hatte anfangs keine ausgeprägten politischen Interessen, was sich anfangs auch dadurch zeigte, dass zunächst hauptsächlich Frauen aus dem intellektuell indifferenten Bereich des konservativ ausgerichteten völkischen Milieus angesprochen wurden. Erst mit Werbiks Ernennung zur Obfrau der Gruppe näherte sich diese immer mehr der NSDAP und wurde noch im selben Jahr zu einer offiziellen Hitlerbewegung. Der Leitspruch Werbiks wurde „Für das Kind“; dieser sollte für sie auch den Ausdruck des „Kämpferwillens der deutschen Frau“ symbolisieren. Unter diesem Titel schrieb sie auch einen Artikel in der ersten Ausgabe der von ihr herausgegebenen Die Deutsche Frau. Monatszeitschrift der NS-Frauenschaft Österreich im Jahre 1932. Weitere Artikel wie Zur Jahreswende. in der zweiten Ausgabe von Die Deutsche Frau des Jahres 1932, Die Chronik des Kindes in der ersten Ausgabe von Die Deutsche Frau des Jahres 1933 oder Der Tag der Mutter in der fünften Ausgabe von Die Deutsche Frau des Jahres 1933 folgten. Die Hauptaufgabe der NS-Frauenschaft sah Werbik darin, die kommende Generation „zu einem Leben der Pflicht, der Güte und der Wahrheit“ zu erziehen. Die Nationalsozialistische Rassenhygiene oder die Frage der Frauenberufstätigkeit griff Werbik jedoch nie auf.
Über den weiteren Verlauf ihres Lebens ist nichts Näheres bekannt. Am 30. Oktober 1977 starb Werbik 87-jährig in Linz.